# Виттанги
Виттанги (швед. Vittangi; фин. Vittanki; северносаам. Vazáš) — населённый пункт на севере Швеции. Расположен в коммуне Кируна лена Норрботтен. Находится на реке Виттангиэльвен, недалеко от впадения её в Турнеэльвен. Население по данным на 2010 год составляет 784 человека.

## Инфраструктура
В Виттанги имеются школа, АЗС, несколько магазинов и другие объекты инфраструктуры. Местная церковь была освящена Ларсом Леви Лестадиусом в 1854 году. Строительство церкви велось в 1846—1849 годах. Недалеко от церкви находится памятник основателю поселения.

## Климат
Виттанги принадлежит рекорд по самой низкой в Швеции среднемесячной температуре, она была зафиксирована в феврале 1985 года и составила −27,2 °C.

## Население
| Год  | Население |
| ---- | --------- |
| 1970 | 1274      |
| 1975 | 1278      |
| 1980 | 1195      |
| 1990 | 905       |
| 1995 | 878       |
| 2000 | 851       |
| 2005 | 789       |
| 2010 | 784       |

Деревня известна рекордным числом жителей с врождённой нечувствительностью к боли.
Источник: